# Karin Biva
Karin Biva (Dendermonde, 20 april 1962) is een Belgisch voormalig schutster.

## Levensloop
Biva nam tweemaal deel in het onderdeel 'luchtgeweer, 10 meter' aan de Olympische Zomerspelen, met name in 1988 en 1992. Op de Spelen van 1988 te Seoel eindigde ze op de 28e plaats in de eindrangschikking en in 1992 te Barcelona op de 31e plek. Haar beste prestatie in een Wereldbeker-wedstrijd zette ze in 1992 neer te Mexico-Stad.
Ze was aangesloten bij de Beverse Karabijnclub.